# Gérard Lelièvre
Gérard Lelièvre (Laval, 13 novembre 1949) è un ex marciatore francese, medaglia d'oro ai Mondiali indoor di Parigi-Bercy 1985.